# Oncerus floralis
Oncerus floralis är en skalbaggsart som beskrevs av Leconte 1856. Oncerus floralis ingår i släktet Oncerus och familjen Melolonthidae. Inga underarter finns listade i Catalogue of Life.